# Balantira
Balantira est une commune rurale située dans le département de Gaoua de la province du Poni dans la région Sud-Ouest au Burkina Faso.

## Géographie
Balantira est situé à environ 15 km au nord-ouest de Gaoua, le chef-lieu du département, et à 3 km au nord de la route nationale 11.

## Santé et éducation
Le centre de soins le plus proche de Balantira est le centre de santé et de promotion sociale (CSPS) de Bonko tandis que le centre hospitalier régional (CHR) de la province se trouve à Gaoua.